# Regine Schindler
Regine Schindler-Hürlimann (* 26. Mai 1935 in Berlin; † 8. Juni 2013 in Uerikon bei Zürich) war eine Schweizer Germanistin und Schriftstellerin. Sie war besonders als Verfasserin religiöser Kinder- und Jugendbücher sowie als Expertin für Kinderbibeln bekannt.

## Leben und Werk

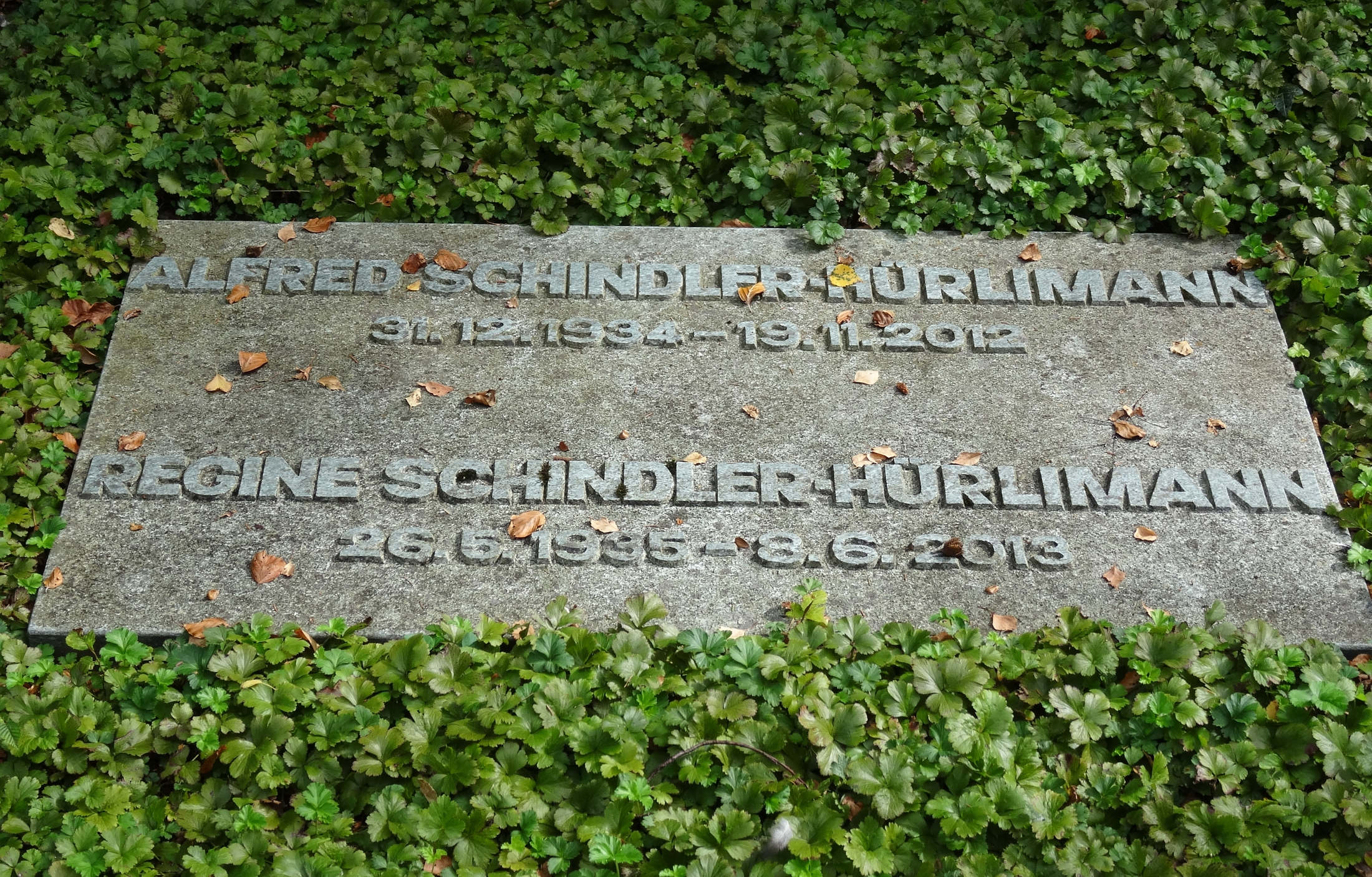
Grab, Friedhof Enzenbühl, Zürich

Regine Schindler wurde als Tochter des Verlegerehepaars Martin und Bettina Hürlimann in Berlin geboren. Nach dem Umzug der Familie in die Schweiz verbrachte sie ihre Schulzeit in Zürich. Sie studierte Germanistik und Geschichte in Zürich und Berlin; 1962 promovierte sie bei Emil Staiger mit einer Arbeit über Wielands Menschenbild. 1959 heiratete sie den Theologen und Kirchenhistoriker Alfred Schindler. Mit ihm leitete sie von 1967 bis 1970 ein reformiertes Studentenhaus in Zürich. Seit 1992 lebte sie in Uerikon am Zürichsee.
Am 15. November 2007 übergab sie ihre 1700 Titel umfassende Sammlung historischer und aktueller Kinderbibeln dem Praktisch-Theologischen Seminar der Universität Zürich in die Hände von Prof. Thomas Schlag. Dort wird sie als „Sammlung Regine Schindler“ gepflegt und wird vom Schweizerischen Nationalfonds unterstützt. Auf Grundlage dieser Sammlung entstanden an der Universität Zürich mehrere Dissertationen zu Schweizer Kinderbibeln.
Von 1983 bis 1991 wirkte Regine Schindler als Redaktorin der ökumenischen Zeitschrift Schritte ins Offene. Zwischen 1984 und 2001 war sie im Stiftungsrat des Schweizerischen Jugendbuch-Instituts. Sie war Mitglied der Schriftstellervereinigung Autorinnen und Autoren der Schweiz.
Der Schweizer Pfarrer und Schriftsteller Christoph Hürlimann ist ihr jüngerer Bruder. 
Regine Schindler-Hürlimann fand ihre letzte Ruhestätte auf dem Zürcher Friedhof Enzenbühl.

## Auszeichnungen (Auswahl)
- 1985: Dr. theol. h. c. der Universität Zürich
- 1985: Schweizer Jugendbuchpreis für das Gesamtwerk
- 1994: Werkauftrag der Stiftung Pro Helvetia
- 2000: Auswahlliste des Schweizer Jugendbuchpreises für Herr Maus
- 2005: Kröte des Monats November für Das Vaterunser. Für Kinder neu entdeckt

## Werke (Auswahl)

### Prosawerke
- Kind und König. Erzählungen. Reinhardt, Basel 1987
- Mit Gott unterwegs. Die Bibel für Kinder und Erwachsene neu erzählt, Illustrationen von Štěpán Zavřel. Bohem Press, Zürich 1996; 8. A. 2007, ISBN 3-85581-402-3
- Johanna Spyri-Spurensuche. Eine Biographie in Romanform. Pendo, Zürich 1997
- Alina und das Nachtauge Gottes. Gespräche mit einem Enkelkind. TVZ, Zürich 2003; 3. A. 2007, ISBN 3-290-17279-1
- König Herodes und die Nachtigall. Geschichten zur Weihnachtsbotschaft. TVZ, Zürich 2006, ISBN 3-290-17362-3

### Sachbücher
- Erziehen zur Hoffnung. Mit Kindern unterwegs zu Gott. TVZ, Zürich 1977
  - Neuausgabe als Zur Hoffnung erziehen. Gott im Kinderalltag. TVZ, Zürich 1999, ISBN 3-7806-2492-3
- Unser Kind ist getauft – ein Weg beginnt (mit Alfred Schindler). Kaufmann, Lahr 1983, ISBN 3-7245-0514-0
- Was Kinder von Gott erwarten. Gebetstexte von Kindern und was sie uns damit sagen wollen. Kaufmann, Lahr 1993

### Herausgeberschaft
- Neuere Kinderbibeln. Beschreibung – Kritik – Empfehlungen. (mit F. Jehle et al.) Schweiz. Jugendbuchinstitut, Zürich 1972.
- Weihnachten ist nahe. Gedichte, Geschichten und Volksbräuche aus der Schweiz. Orell Füssli, Zürich 1981.
- Tränen, die nach innen fließen. Mit Kindern dem Tod begegnen. Erlebnisberichte betroffener Kinder und Eltern. Kaufmann, Lahr 1993.
- Das Alte Testament in Kinderbibeln. Eine didaktische Herausforderung in Vergangenheit und Gegenwart. (Hg. mit Gottfried Adam und Rainer Lachmann.) TVZ, Zürich 2003, ISBN 3-290-17253-8.
- Die Inhalte von Kinderbibeln. Kriterien ihrer Auswahl. (Hg. mit Gottfried Adam und Rainer Lachmann.) Vandenhoeck & Ruprecht, Göttingen 2008, ISBN 3-89971-489-X.